# ورقة 2 دولار أمريكي
ورقة 2 دولار أمريكي هي فئة حالية من عملة الولايات المتحدة، على وجه الورقة صورة توماس جيفرسون الرئيس الثالث للولايات المتحدة (1801-1809) وعلى الظهر لوحة إعلان الاستقلال لجون ترامبل  عام 1818. لا تستخدم ورقة 2 دولار بشكل واسع كما الأوراق النقدية الأمريكية الأخرى، نتيجة للسياسات المصرفية والتي أدت إلى انخفاض الإنتاج بسبب قلة الاستخدام. وقد ساهمت هذه الندرة النسبية في التداول في انخفاض الوعي العام بوجود هذه الورقة. خلق اخفاض الوعى مشكلات لأولئك الذين يستخدمون الورقة في المعاملات.

## الإصدارات
للورقة ذات الأبعاد (6.14 بوصة × 2.61 بوصة ≅ 156 مـم × 66 مـم)
| السجل                     | السلسلة | أمين الخزانةα       | وزير الخزانةα      | الختم |
| ------------------------- | ------- | ------------------- | ------------------ | ----- |
| سجل الولايات المتحدة ‏     | 1928    | Tate                | أندرو ويليام ميلون | أحمر  |
| سجل الولايات المتحدة      | 1928A   | Woods               | أندرو ويليام ميلون | أحمر  |
| سجل الولايات المتحدة      | 1928B   | Woods               | أوغدن إل ميلز      | أحمر  |
| سجل الولايات المتحدة      | 1928C   | Julian              | هنري مورغنثاو      | أحمر  |
| سجل الولايات المتحدة      | 1928D   | Julian              | هنري مورغنثاو      | أحمر  |
| سجل الولايات المتحدة      | 1928E   | Julian              | فريدريك مور فينسون | أحمر  |
| سجل الولايات المتحدة      | 1928F   | Julian              | جون ويسلي سنايدر   | أحمر  |
| سجل الولايات المتحدة      | 1928G   | Clark               | جون ويسلي سنايدر   | أحمر  |
| سجل الولايات المتحدة      | 1953    | Priest              | جورج إم. همفري     | أحمر  |
| سجل الولايات المتحدة      | 1953A   | Priest              | روبرت ب. أندرسون   | أحمر  |
| سجل الولايات المتحدة      | 1953B   | إليزابيث سميث ‏      | سي دوغلاس ديلون    | أحمر  |
| سجل الولايات المتحدة      | 1953C   | Granahan            | سي دوغلاس ديلون    | أحمر  |
| سجل الولايات المتحدة      | 1963    | Granahan            | سي دوغلاس ديلون    | أحمر  |
| سجل الولايات المتحدة      | 1963A   | Granahan            | هنري إتش فاولر     | أحمر  |
| السجل الاحتياطي الفيدرالي | 1976    | Neff                | وليام سايمون       | أخضر  |
| السجل الاحتياطي الفيدرالي | 1995    | Withrow             | روبرت روبين        | أخضر  |
| السجل الاحتياطي الفيدرالي | 2003    | Marin               | جون دبليو. سنو     | أخضر  |
| السجل الاحتياطي الفيدرالي | 2003A   | آنا اسكوبيدو كابرال | جون دبليو. سنو     | أخضر  |
| السجل الاحتياطي الفيدرالي | 2009    | Rios                | تيموثي غايتنر      | أخضر  |
| السجل الاحتياطي الفيدرالي | 2013    | Rios                | جاك لو             | أخضر  |
| السجل الاحتياطي الفيدرالي | 2017A   | Carranza            | ستيفن منوشين       | أخضر  |

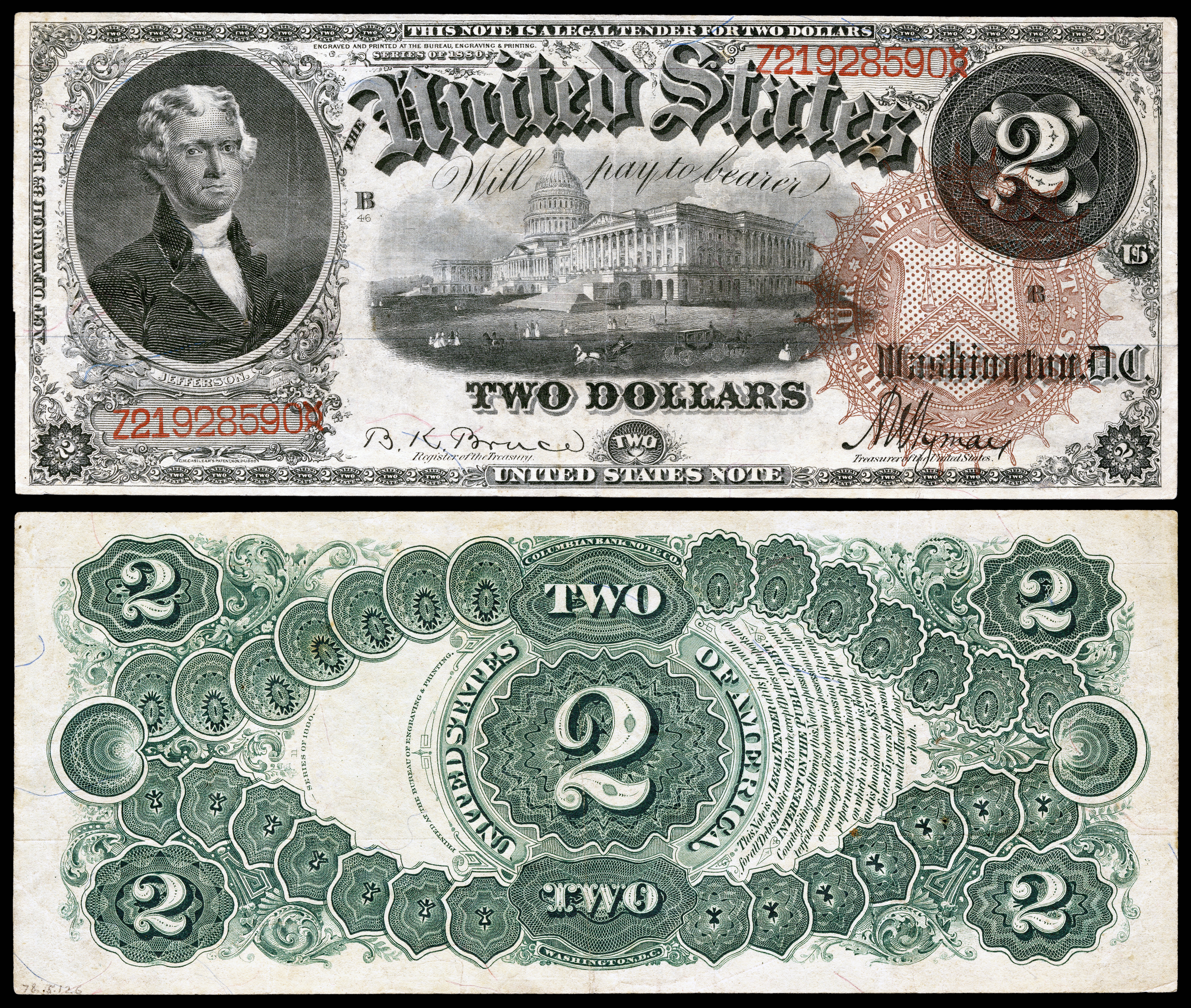
ورقة 2 دولار من سلسلة 1880.

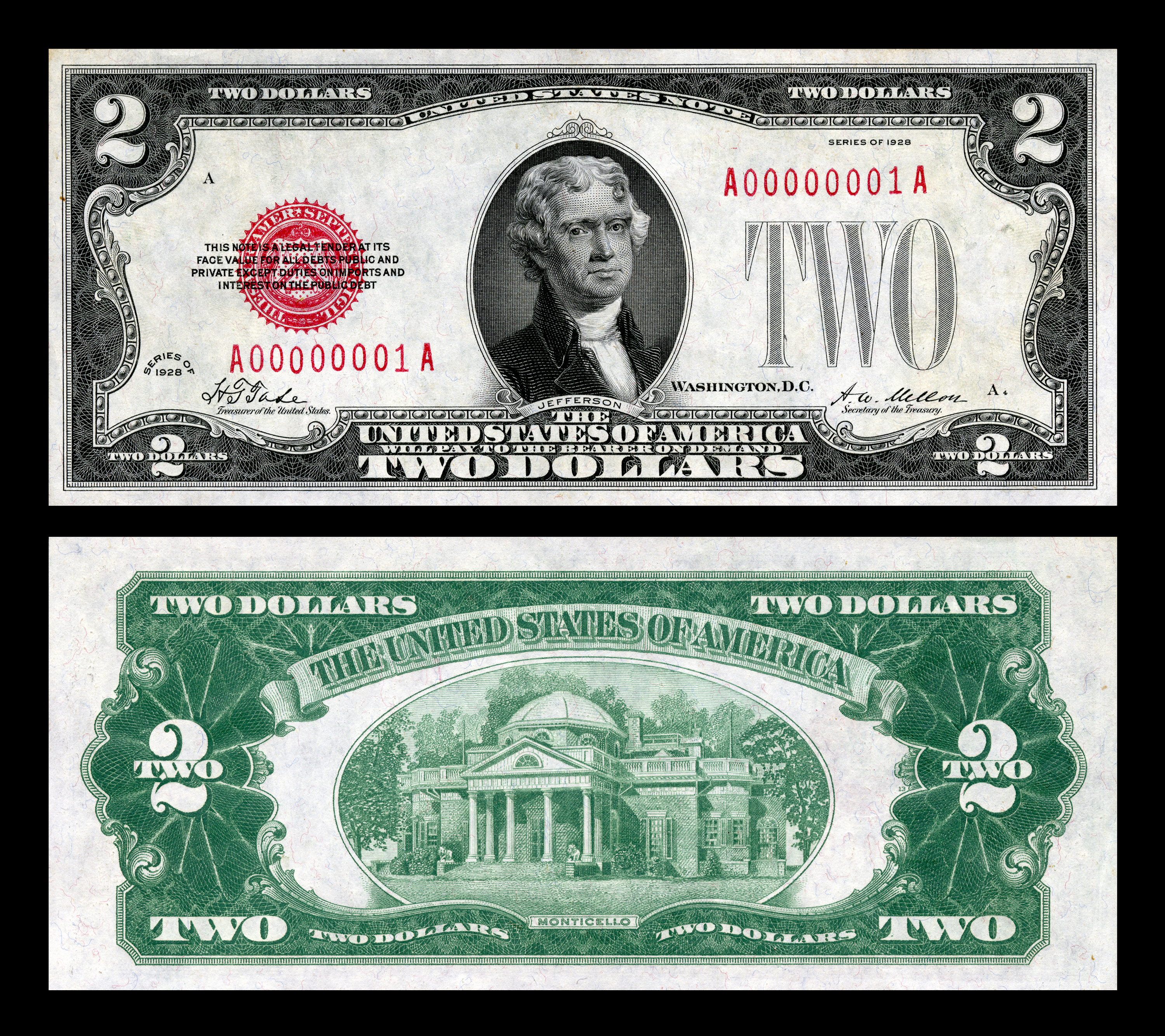
ورقة 2 دولار من سلسلة 1928 رقمها التسلسلي A0000001A هي جزء مجموعة العملات الوطنية.

^α مصدرها الكتاب الأحمر الرسمي (ويتمان).

## حوادث
سُجن رجل في عام 2005 في بالتيمور بولاية ميريلاند عند محاولته استخدام ورقة 2 دولار، والتي اعتقد المتجر والشرطة المحلية أنها مزيفة بسبب أنها ملطخة بالحبر عليها الأوراق النقدية. 
اعتقلت الشرطة فتاة تبلغ من العمر 13 عامًا في تكساس لمحاولتها استخدام ورقة 2 دولار لدفع ثمن الغداء في كافتيريا مدرستها. كانت الورقة من سلسلة من الختم الأحمر لعام 1953 الورقة قانونية ولكن بسبب قدمها لم يتعرف عليها قلم كشف الأوراق النقدية المزيفة بالمدرسة. غيرت الخواص الكيميائية للورق المستخدم في عملة الولايات المتحدة في عام 1960، مما أدى إلى عجز قلم كشف التزييف ما إن كانت الورقة المطبعوة قبل عام 1960 أصلية أم لا.

## المعرض

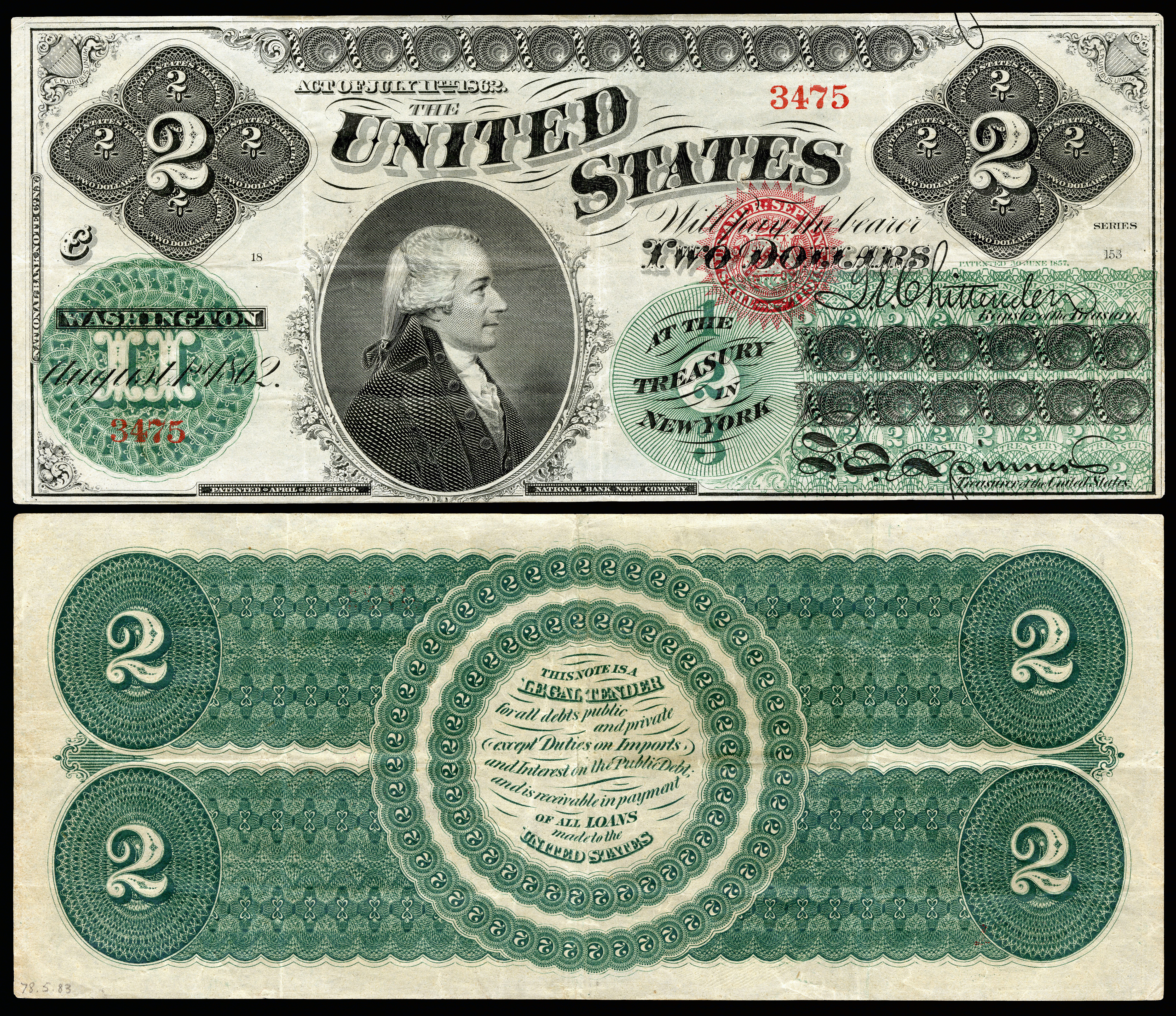
First $2 bill issued in 1862 as a Legal Tender Note.
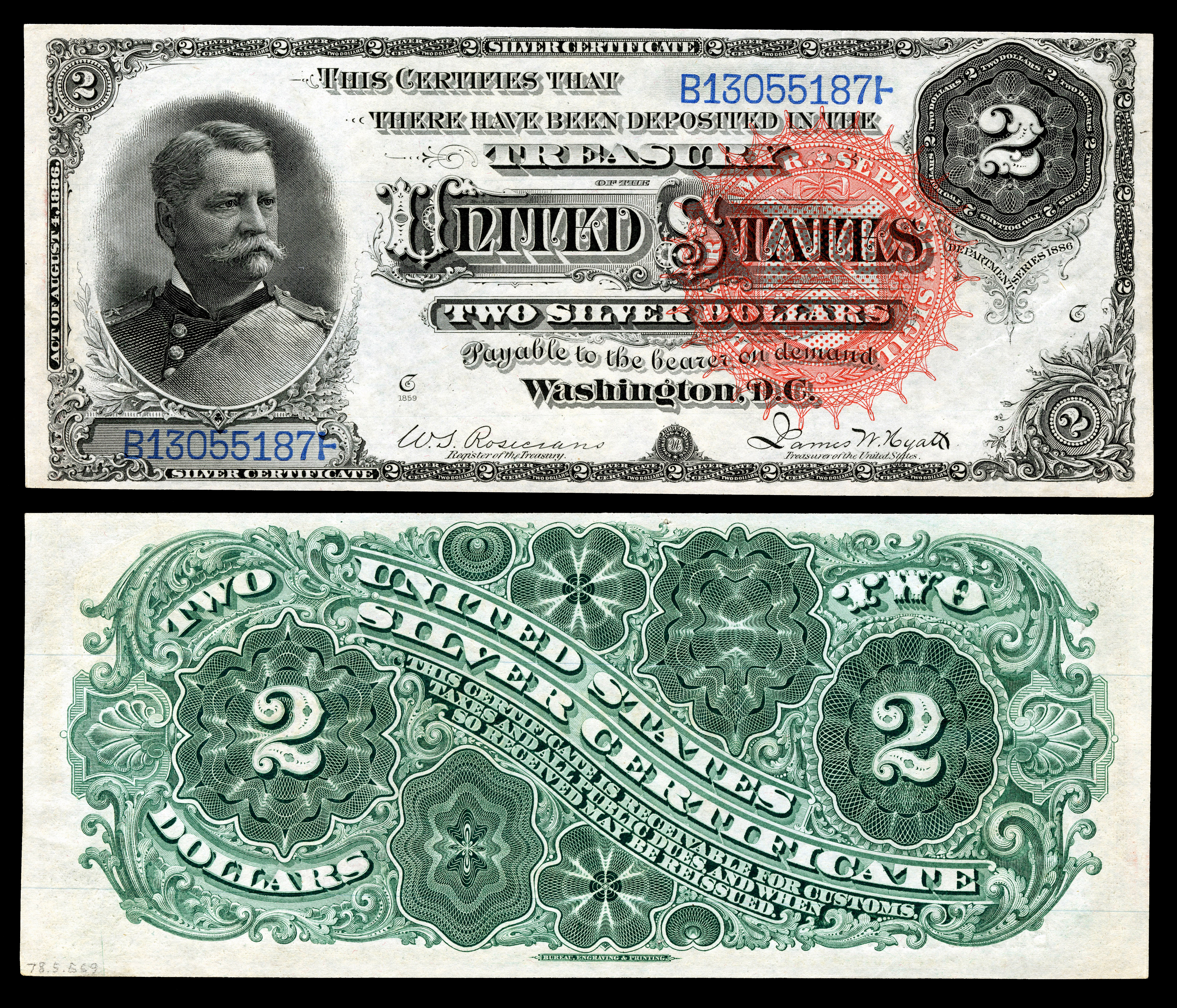
Series 1886 $2 Silver Certificate depicting وينفيلد سكوت هانكوك
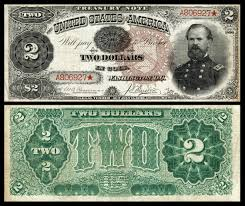
Series 1890 featuring جيمس بي. ماكفيرسون. This "Coin Note" was used for government purchases of silver bullion from the mining industry.
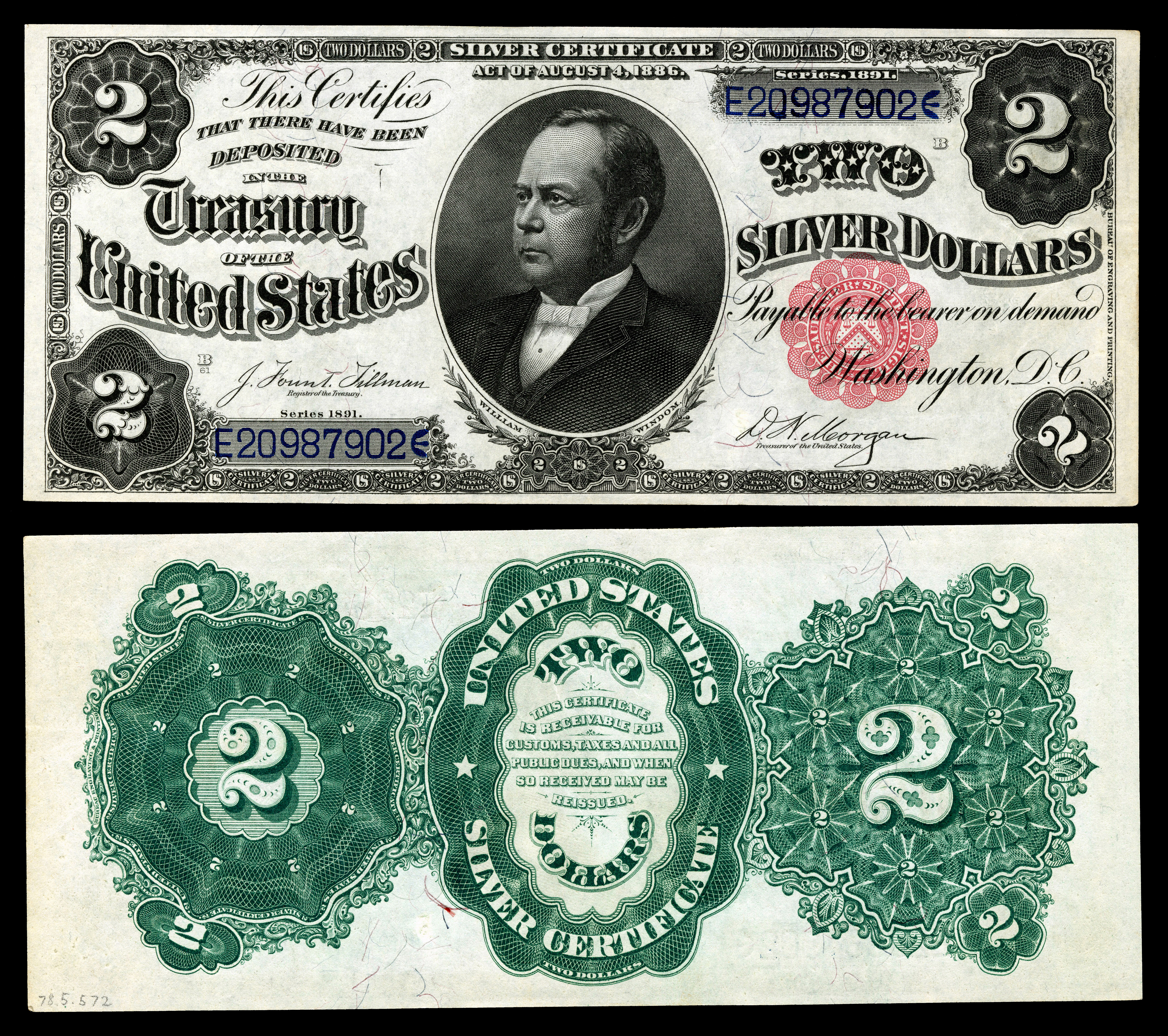
The second two-dollar denomination in the silver certificate series printed in 1891. This note features United States Secretary of the Treasury وليام ويندوم  [لغات أخرى]‏.
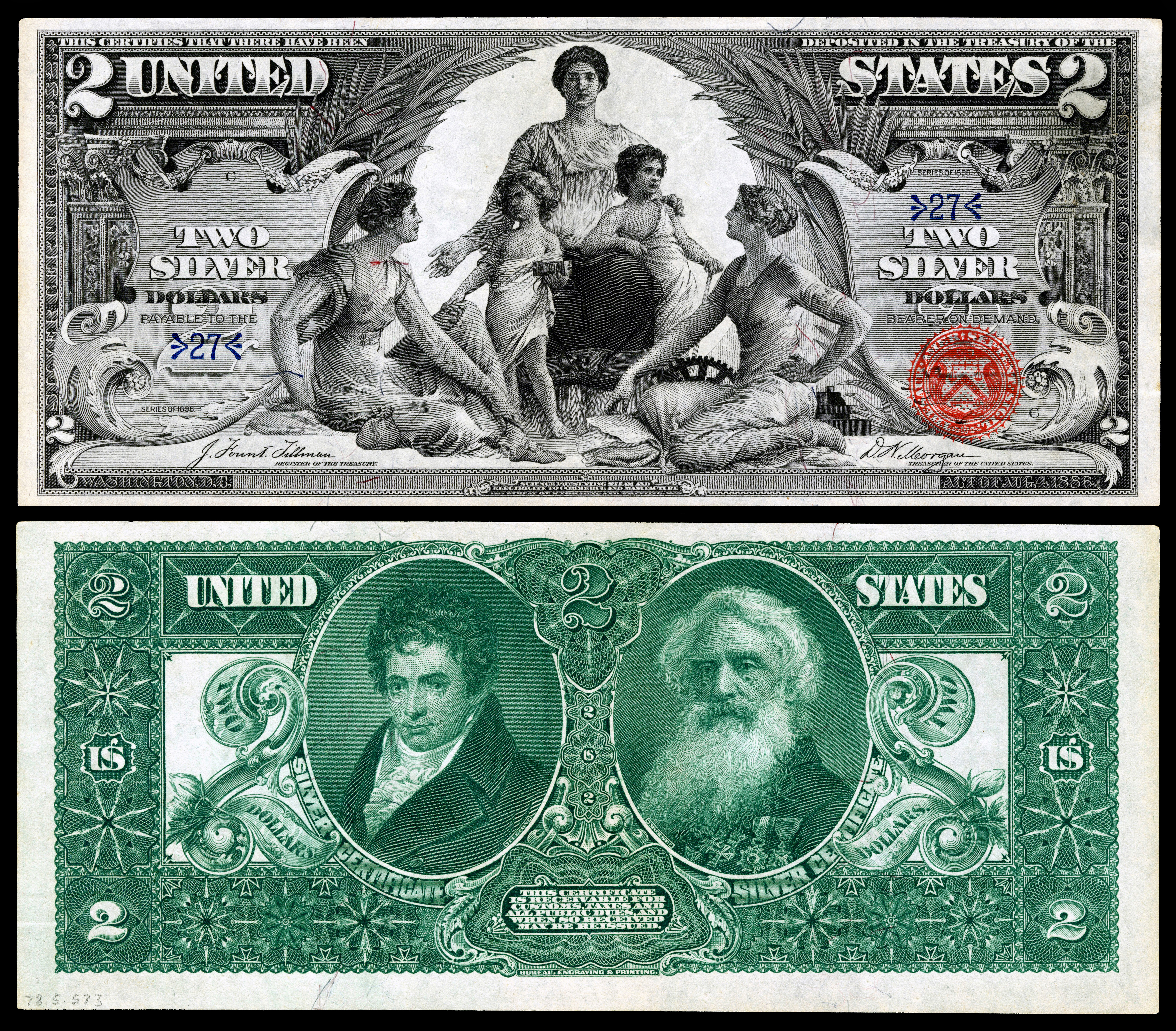
Robert Fulton and Samuel Morse depicted on the reverse of the 1896 $2 'Educational Series" Silver Certificate.
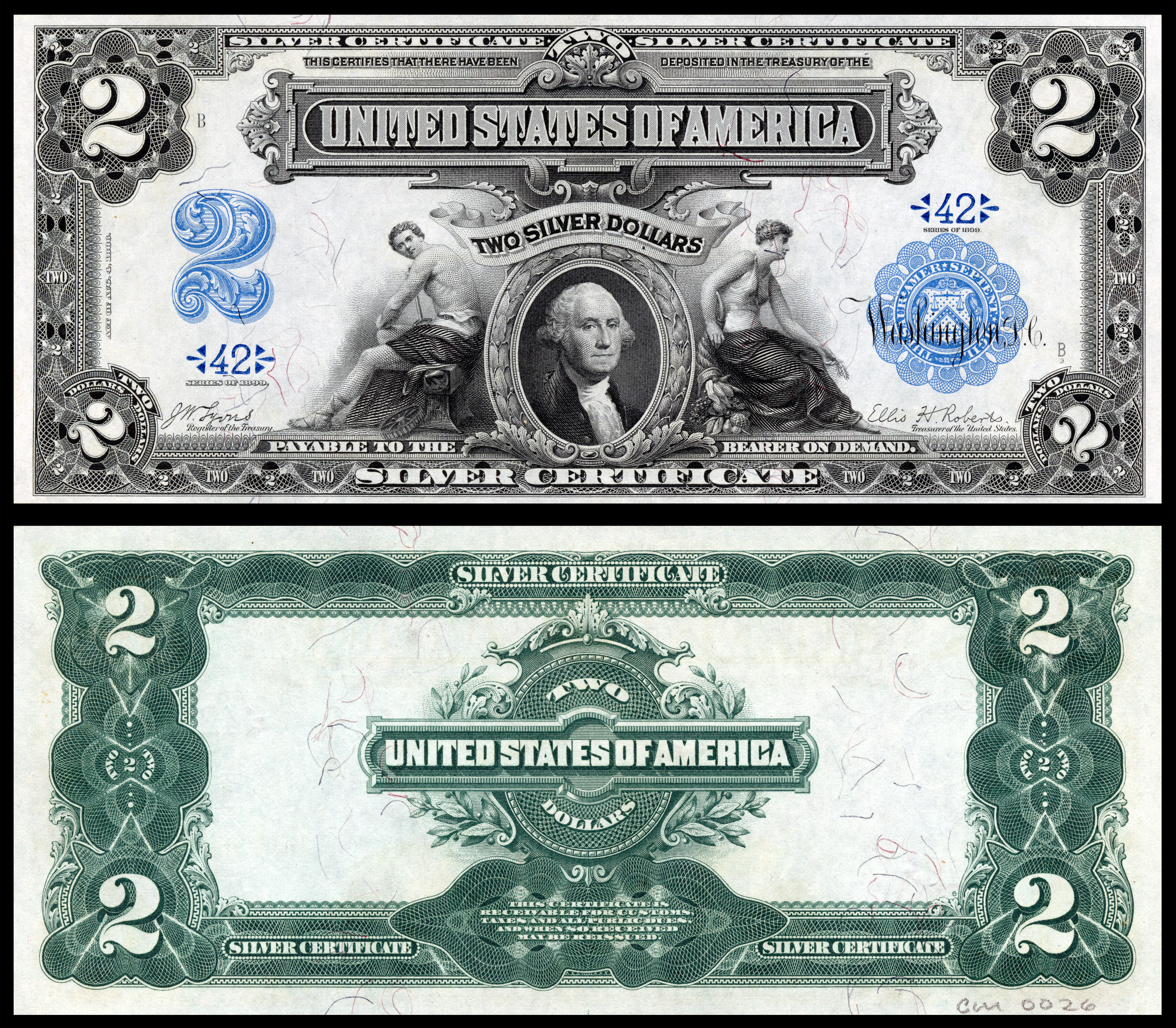
The final design of the United States' silver certificate series featuring George Washington, printed in 1899.

## روابط خارجية
- $2 Notes وU.S. Currency Education
- The U.S. Bureau of Engraving و Printing's website نسخة محفوظة May 30, 1997, على موقع واي باك مشين.
- The Two Dollar Bill project teaches Americans about the history of the $2 bill نسخة محفوظة July 4, 2012, على موقع واي باك مشين.